# Chrysichthys nyongensis
Chrysichthys nyongensis är en fiskart som beskrevs av Jean-Paul Risch och Thys van den Audenaerde, 1985. Chrysichthys nyongensis ingår i släktet Chrysichthys och familjen Claroteidae. IUCN kategoriserar arten globalt som sårbar. Inga underarter finns listade i Catalogue of Life.